# Rhodochlora achroma
Rhodochlora achroma är en fjärilsart som beskrevs av Louis Beethoven Prout 1932. Rhodochlora achroma ingår i släktet Rhodochlora och familjen mätare. Inga underarter finns listade.